# Hjalti Skeggiason
Hjalti Skeggiason (también Skeggjason; n. 965) fue un caudillo vikingo de Islandia. Estuvo al servicio de la corte de Olaf Tryggvason que junto a otro caudillo llamado Gizur el Blanco (su suegro), prometieron al rey de Noruega introducir el Cristianismo en la isla tras el fracaso del misionero sajón Þangbrandr. Aparece como personaje histórico en diversas sagas nórdicas: saga de Njál, saga Laxdæla, y saga Eyrbyggja.
La saga de Njál también le cita como cristiano converso:
Hubo cambios en los regentes de Noruega, el jarl Haakon había muerto y en su lugar se encontraba Olaf Tryggvason. Junto con ello hubo un cambio en la fe en Noruega; se deshicieron de la vieja fe, y el rey Olaf había cristianizado las tierras occidentales, Shetland, y las Orcadas, y las Islas Feroe. Luego muchos hombres hablaron de modo que Njál lo escuchó, que era extraño y perverso abandonar las antiguas creencias. <...> Luego, Hjalti Skeggiason, un islandés recientemente convertido al cristianismo deseoso de expresar su desprecio hacia los dioses nativos, recitó unos versos agraviándolos.
Runólfur Úlfsson acusó a Hjalti de blasfemar contra los dioses paganos y fue declarado proscrito por el althing. Más tarde, emplazados en Noruega, Hjalti y Gizur fueron designados comisionados reales y desde Nidaros partieron con una flota acompañados de un sacerdote llamado Thormod y otros religiosos ordenados con el objetivo de convertir a los islandeses.
Hjalti también sirvió al rey Olaf II el Santo y acompañó a Björn Stallare en su misión diplomática a Suecia para negociar con el jarl Ragnvald Ulfsson de Västergötland y Olaf Skötkonung de Upsala. Snorri Sturluson detalló los entresijos de su viaje, probablemente basándose en algunas citas del mismo Hjalti tras su regreso a Islandia.

## Herencia
Su hija Jorunn Hjaltadottir (n. 987) se casó con Skeggi Einarsson, y fruto de esa relación nació Einar Skeggjason.